# Omega Seamaster
Omega Seamaster er en linjer af armbåndsure fra den schweiziske urproducent Omega. Modellen blev introduceret i 1948. Omega Seamaster består typisk af en urkasse i rustfrit stål og en lænke, et hippokamp-logo og luminescerende visere, syntetisk safirglas og de er vandtætte ned op til 1200 meters dybde.
Siden 1995 har den fiktive agent James Bond båret Omega Seamaster efter have brugt Rolex Submariner i tidligere film.
I 2019 blev der fremstillet tre eksperimentelle ure kaldet Omega Seamaster Planet Ocean Ultra Deep Professionals, som klarede at blive sænket 10.928 meter ned i Marianergraven sat fast på batyskafen Limiting Factor, hvilket slog den tidligere rekord for dybeste dyk med et ur med 12 m.